# Décès en 935
Décès
- 931
- 932
- 933
- 934
- 935
- 936
- 937
- 938
- 939

Cette page dresse une liste de personnalités mortes au cours de l'année 935 :
- 22 janvier : Ma (en), impératrice chinoise.
- 24 octobre : Li Yu (en), ministre de la dynastie des Liang postérieurs.

- Adalbert II de Salzbourg (it), archevêque de Salzbourg.
- Al-Tahawi, ou Abū Ǧaʿfar Aḥmad b. Muḥammad b. Salāmah al-Azdī at-Ṭaḥāwī al-Ḥanafī, savant de l'école juridique sunnite hanafite.
- Aréthas de Césarée, prélat et savant byzantin.
- Shahid Balkhi (en), théologien perse.
- Mardavij ben Ziyar, premier émir de la dynastie persane des Ziyarides.
- Boson Ier, abbé laïc de l'abbaye Saint-Pierre de Moyenmoutier et de l'abbaye de Remiremont dans les Vosges.
- Chen Jinfeng (en), impératrice chinoise, femme de Wang Yanjun (en).
- Dai Siyuan (en), général chinois.
- Govinda IV (en), frère de Amoghavarsha II (en), empereur du royaume Rashtrakuta.
- Gruffydd ap Owain, roi de Glywysing.
- Niftawayh (en), érudit irakien.
- Trpimir II, roi de Croatie.
- Yang Dongqian (en), ministre chinois.
- Li Yichao (en), guerrier chinois.
- Zhao Feng (en), ministre chinois.

## Crédit d'auteurs
- Cet article est partiellement ou en totalité issu de l'article intitulé « 935 » (voir la liste des auteurs).